# 1850 aux échecs
| Années des échecs : 1847 - 1848 - 1849 - 1850 - 1851 - 1852 - 1853    |
| Décennies des échecs : 1820 - 1830 - 1840 - 1850 - 1860 - 1870 - 1880 |

Cet article présente les faits marquants de l'année 1850 aux échecs.

## Matchs formels
Elijah Williams - Henry Buckle 3-1
Adolf Anderssen - Daniel Harwitz 4-2

## Matchs amicaux
Lionel Kieseritsky - John Schulten +107 -34 =10 Paris
Tassilo von der Lasa - John Schulten 3-1
Charles Stanley - Johann Lowenthal 3-3
Paul Morphy - Johann Lowenthal 3-0
- États-Unis : Charles Stanley est champion [1],[2] par acclamation[Note 1].

## Divers
- À l’âge de douze ans, Paul Morphy bat Johann Löwenthal lors de trois parties jouées aux États-Unis : l’Américain remporte deux parties et fait un match nul[3].

## Naissances
- Mikhaïl Tchigorine

## Nécrologie
- 27 janvier : Johann Gottfried Schadow
- 7 octobre : Karl Schorn
- 14 octobre : Wilhelm Hanstein
- 16 novembre : Aaron Alexandre